# Carlos Maya
Carlos Alberto Maya López (Pereira, 10 de abril de 1979) es un contador y administrador público colombiano.

## Trayectoria política
Carlos Alberto Maya López nació en Pereira, Risaralda, hijo del profesor y contador público Diego Maya Salazar, ya fallecido, y de Amparo López, ama de casa, es el segundo de tres hermanos y papá de Isabella, de un año de vida. Obtuvo su título como contador público en la Universidad Cooperativa de Colombia y es administrador público de la Escuela Superior de Administración Pública. 
Fue concejal de Pereira a los 20 años de edad y desde el 2004 se desempeñó como contador del municipio de Pereira (2004 y 2005), subsecretario de Hacienda del municipio de Pereira (2008) y secretario de Hacienda en 2016.[cita requerida]

## Devolución de la valorización
Fue designado como secretario de Hacienda del municipio de Pereira, durante la administración de Juan Pablo Gallo. Durante el cargo se devolvieron 22 874 millones de pesos a cerca de 18 000 ciudadanos que habían pagado dicha cifra entre el 2015 y 2016 por un impuesto de valorización, creado por la anterior administración municipal para pagar obras de infraestructura y que fue derogado por un juez. Aunque el fallo judicial no obligaba a devolver el dinero recaudado, el Municipio de Pereira lo hizo por voluntad propia. Al mismo tiempo, se recortó el gasto público para financiar con recursos propios diez obras de infraestructura necesarias para la ciudad.
Por su parte, administraciones como Bogotá, donde también han tenido lugar cobros por valorización, han reiterado que dichos cobros son necesarios si se quieren ejecutar las obras. Como secretario de Hacienda, también se llevaron a cabo procesos de recuperación de los recursos que Cartago le debía a Pereira por 13 mil millones de pesos desde hacía 7 años. De igual manera acompañó al alcalde en el proceso de modernización institucional con la transformación de entidades descentralizadas en secretarías pertenecientes al mismo municipio, mediante reducción del gasto.

## Controversias

### Presunción de corrupción
Fue denunciado públicamente por el abogado Daniel Silva por presuntas irregularidades en el cargo anterior del aspirante. Según Silva, luego de seis meses se concluyó que «hubo una serie de manipulaciones y de corrupción en algunos procesos de licitación».

### Título falso
El concejal de Pereira William Rodrigo Córdoba Franco envió una carta a César Gaviria Trujillo, director del Partido Liberal, denunciando que el candidato se ha presentado en varios eventos como "Magister en Gobierno, Políticas Públicas y Relaciones Internacionales" de la Universidad Externado de Colombia. Sin embargo, en la misiva se adjunta una respuesta a un derecho de petición que se envió a esa Universidad y la respuesta de su secretaría general es en el sentido de que Carlos Alberto Maya López "según los registros académicos cursó el programa de Maestría en Gobierno y Políticas Publicas en el periodo lectivo 2005 y 2006 sin aprobarlo y ya no cuenta reglamentariamente con el tiempo para aprobarlo".

### Anulación de la elección
Actualmente se encuentra involucrado en un proceso por constreñimiento al elector luego de que el señor Luis Carlos Rúa diera a conocer un audio en que el Alcalde de Pereira favorecía a candidatos a las elecciones regionales, entre ellos Maya.
Una demanda de nulidad fue interpuesta por Catalina Ocampo Morales y Émerson Edilberto Jaimes, dos abogados que iniciaron dicho proceso ciudadano después de las presuntas irregularidades que meses atrás habían salido a la luz en diferentes medios independientes del país con relación a la campaña realizada por el candidato electo para el siguiente periodo de la Alcaldía de Pereira.
Luego de ser presentada la demanda de nulidad a su elección como alcalde, el Tribunal Administrativo de Risaralda anuló su elección como alcalde al haber encontrado constreñimiento al elector, como días antes la Revista Semana había señalado.
En la actualidad cursa una solicitud de revisión del acto que anula la elección ante el Consejo de Estado.[cita requerida]